# Noka Jurič
Noka Jurič (* 22. Oktober 2001) ist eine slowenische Tennisspielerin.

## Karriere
Jurič spielt bislang auf der ITF Juniors World Tennis Tour und der ITF Women’s World Tennis Tour.
Ihr erstes Turnier auf der WTA Tour spielte sie im September 2021, als sie eine Wildcard für die Qualifikation für die Zavarovalnica Sava Portorož erhielt.